# Pomatostomus
Pomatostomus, es un género de Aves Passeriformes de la familia de los Pomatostomidae, tiene cuatro especies y 16 subespecies reconocidas científicamente.

## Especies
- Pomatostomus halli
- Pomatostomus ruficeps
- Pomatostomus superciliosus
- Pomatostomus temporalis